# Острозька мечеть
Острозька мечеть — зруйнована мечеть в Острозі, яка була зведена за проханням князя Костянтина Острозького для татар, які в нього несли військову службу.

## Історичні згадки
Як засвідчують збережені документи, уперше мусульмани з'явилися в Острозі близько 1512 року, після битви під Вишневцем, де князь Костянтин Іванович Острозький захопив чималу кількість бранців. Утім досить швидко полонені татари перетворилися на місцеву еліту, отримавши чималі привілеї й ставши на службу як особиста охорона князівської резиденції в Острозі. Тут розташовувалася мечеть (перша на Західній Україні) й мешкали десятки татарських родин, уже частково асимільованих.